# NGC 6233
NGC 6233 este o galaxie lenticulară situată în constelația Hercule. A fost descoperită în 12 iulie 1880 de către Édouard Stephan⁠(d).